# Полтавський музей авіації та космонавтики
Полтавський музей авіації і космонавтики — унікальний музей авіаційної та ракетно-космічної тематики в Полтаві. Будівлю Музею авіації та космонавтики внесено до Списку пам'яток архітектури національного значення.

## Історія створення
Створення музейної установи започатковано в 1987—1988 роках з ініціативи творця ракетних двигунів, двічі Героя соціалістичної праці, академіка В. П. Глушка. Копітка пошукова робота зі збору експонатів тривала до 2001 року, коли й було офіційно відкрито музей. За допомогою фахівців науково-виробничого об'єднання ракетно-космічного профілю «Машинобудування», КБ та НВО «Південне», Центру підготовки космонавтів ім. Ю. Гагаріна вдалося сформувати унікальне музейне зібрання — майже 4 тис. експонатів та науковий архів з понад 10 тис. одиниць збереження, зібрано бібліотеку, негатеку, відеофільми, диски та інші матеріали.

## Опис музею
Музей розміщено в колишній будівлі пожежної команди Полтави, спорудженій у 1811 р. Тут зібрано унікальні матеріали, присвячені найвидатнішим подіям в аерокосмічній науці й техніці в Україні і у світі, а також у життєвому шляху та творчій спадщині визначних діячів у галузях авіації та космонавтики. Значне місце в експозиції відведено уродженцям Полтавщини та людям, діяльність яких пов'язана з цим краєм, висвітлено наукову спадщину Ю. Кондратюка. Відображено внесок вихідців з Полтавщини в перемогу в роки Другої світової війни, зокрема, розповідається про операцію «Френтік». Висвітлено участь України у міжнародних космічних проектах. Серед експонатів основного фонду є предмети, що становлять значну історичну цінність.
Експозиційні розділи містяться в шістьох залах. Вони присвячені внеску вчених, конструкторів, спеціалістів, пов'язаних з Полтавщиною. Матеріали ознайомлюють із роками навчання, працею, генеалогічними та іншими зв'язками вчених, їх внеском у розвиток аерокосмічної науки і техніки з XVIII ст. до сьогодення: Засядька О. Д., Кованька О. М., Котельникова Г. Є., Кондратюка Ю. В. (Шаргея О. Г.), Побєдоносцева Ю. О., Кисенка М. С.,Челомея В. М. та багатьох інших.

### Перший зал
Перший експозиційний зал має ознайомче призначення. Стислий екскурс в історію створення музею продовжується розповіддю про передумови виникнення, основні, етапні події в історії аерокосмічної галузі та причетність до них представників полтавської землі.

### Другий зал
Другий експозиційний зал під назвою «Піонери вітчизняного ракетобудування, повітроплавання та авіації: О. Д. Засядько, О. М. Кованько, О. Ф. Можайський, брати Касяненки, Г. Є. Котельников та інші» розкриває сторінки авіаційної та ракетної історії Полтавщини у XVIII—XX ст.

### Третій зал
Зал умовно меморіальний. Його експозиція присвячена життю та діяльності одного з піонерів теоретичної космонавтики Ю. В. Кондратюка (О. Г. Шаргея), чиє ім'я постало в один ряд з іменами фундаторів світової космічної науки — К. Е. Ціолковського, Ф. А. Цандера, Р. Х. Годдарда, Р. А. Ш. Есно-Пельтрі, Г. Оберта.

### Четвертий зал
Експозиція четвертого залу має назву «Авіабудівництво на Полтавщині. У небі Великої Вітчизняної війни. Стратегічна операція „Френтік“».

### П'ятий зал
Експозиція п'ятого залу «Меморіал В. М. Челомея — академіка, генерального конструктора ракетно-космічної техніки. Від „ГИРД-09“ до „катюші“ — Ю. О. Побєдоносцев, М. С. Кисенко та інші» присвячена вченим, інженерам, фахівцям у галузі ракетно-космічної науки і техніки, доля яких пов'язана з полтавським краєм, важливим подіям у ракетно-космічній історії ХХ ст., що відбувалися і на Полтавщині зокрема.

### Шостий зал
Експозиція шостого залу під назвою "Від польоту Юрія Гагаріна до «Морського старту». Навколосвітня подорож «Руслана» присвячена сучасній космонавтиці та авіації в Україні, зв'язкам провідних українських аерокосмічних підприємств з профільними організаціями Росії, інших країн, визначним подіям, видатним діячам у галузі авіації та космонавтики другої половини ХХ ст., пов'язаним з Полтавщиною.

## Концепція музею та її еволюція
Музей авіації та космонавтики в Полтаві створювався довго. Історія його становлення була багато в чому складною і драматичною. На початку 1980-х років ішлося про відкриття музею Ю. В. Кондратюка. При Полтавському краєзнавчому музеї було утворено робочу групу (науковці, художники-експозиціонери), яка розпочала розробку першого варіанту тематико-експозиційного плану. Розробку проекту меморіального музею Ю. В. Кондратюка (О. Г. Шаргея) розпочинали заслужений художник України В. М. Батурін, О. П. Білецький.
Для музею Ю. В. Кондратюка необхідна була меморіальна споруда. Обговорювалося декілька пропозицій: будинок № 4 по вул. Стрітенській, де 1897 року народився майбутній вчений, або будівля № 11 по цій самій вулиці, в якій певний час жив Сашко Шаргей (Ю. Кондратюк). Але відселити людей, які мешкали в цих будинках, у нові квартири і звільнити декілька сусідніх споруд, щоб відновити вигляд, атмосферу садиби Гарманів кінця XIX — початку XX століття, коли тут проживали сім'ї Шаргеїв та Даценків, у ті роки було практично неможливо. Тому для експозиції вирішили виділити будинок-пам'ятку архітектури XIX століття, одну з перших кам'яних споруд у парковій зоні, поблизу від «музейного центру» міста по Першотравневому (колишньому Келінському) проспекту, № 16.
Це невелике за площею приміщення, за оцінкою фахівців, підходило для розміщення умовно меморіальних речей, що їх було придбано у родині Анатолія Володимировича Даценка — двоюрідного брата О. Г. Шаргея (Ю. В. Кондратюка): літератури, меблів, посуду, — а також зібраних співробітниками світлин, документів, інших предметів. Проте, проводячи підготовчу пошукову, науково-дослідницьку роботу, музейники відкрили для себе, що Полтавщина є батьківщиною не тільки одного з перших теоретиків космонавтики Ю. В. Кондратюка (О. Г. Шаргея), але з нею пов'язані імена цілої плеяди видатних і відомих (або іноді й маловідомих та незаслужено забутих) діячів у галузі повітроплавання, авіації, ракетної та космічної науки і техніки. Необхідно було визначитися з концепцією: або все ж таки створювати музей, присвячений життю та діяльності Ю. В. Кондратюка (О. Г. Шаргея), або музей авіації та космонавтики (можливо, імені Ю. В. Кондратюка), в якому б головна частина експозиції відводилася Юрію Кондратюку, але не було б обійдено увагою й інших: одного з перших у світі конструкторів бойових порохових ракет О. Д. Засядька, «крилатого генерала», одного з фундаторів військового повітроплавання О. М. Кованька, українських авіаконструкторів братів Касяненків, творця першого у світі авіаційного ранцевого парашута Г. Є. Котельникова, вченого-ракетника Ю. О. Побєдоносцева та його колегу, талановитого інженера М. С. Кисенка; конструктора ракетно-космічної техніки В. М. Челомея та інших.
На основі рекомендацій Міністерства культури (тоді ще СРСР), Асоціації музеїв космонавтики (АМКОС), Федерації космонавтики України, інших установ і організацій, з урахуванням точок зору відомих істориків техніки (Б. В. Раушенбаха, В. М. Сокольського, Г. С. Ветрова, Г. С. Писаренка та інших) вирішено було зупинитися на останньому варіанті й працювати над створенням музею авіації та космонавтики.
Концепцією музею передбачався хронологічний метод у створенні експозиційних розділів, у кожному з яких мали простежуватися дві паралельні лінії: повітроплавання й авіація та ракетна техніка і космонавтика. Крім того, відчувається й «меморіальність» експозиції, оскільки музей мав бути присвяченим не тільки, а радше не стільки історії авіаційної та ракетно-космічної техніки, скільки творцям цієї техніки — вихідцям з Полтавщини й пов'язаним з цим краєм людям.

## Діяльність музею
В музеї проводяться лекції, влаштовуються виставки, демонструються фільми.
На території колишнього військового авіаз'єднання, відомого в радянські часи за секретною адресою Полтава-4, міститься музей авіації дальньої дії. Виставлені там літаки Ту-16, Ту-22, Ту-160, Ту-95-МС, Ту-22 МЗ тощо придбано завдяки ініціативі та зусиллям Музею авіації та космонавтики.

## Галерея

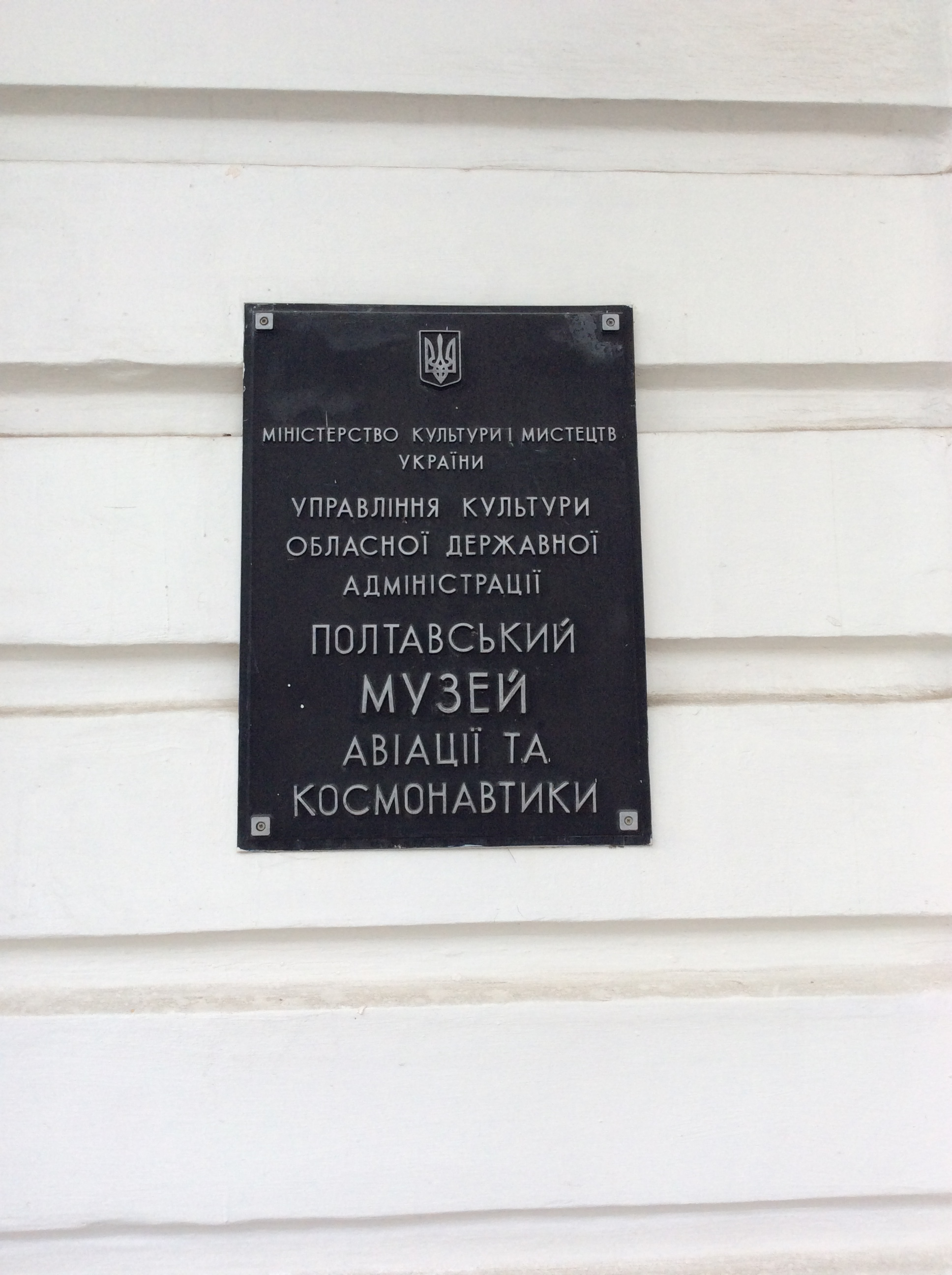
Дошка
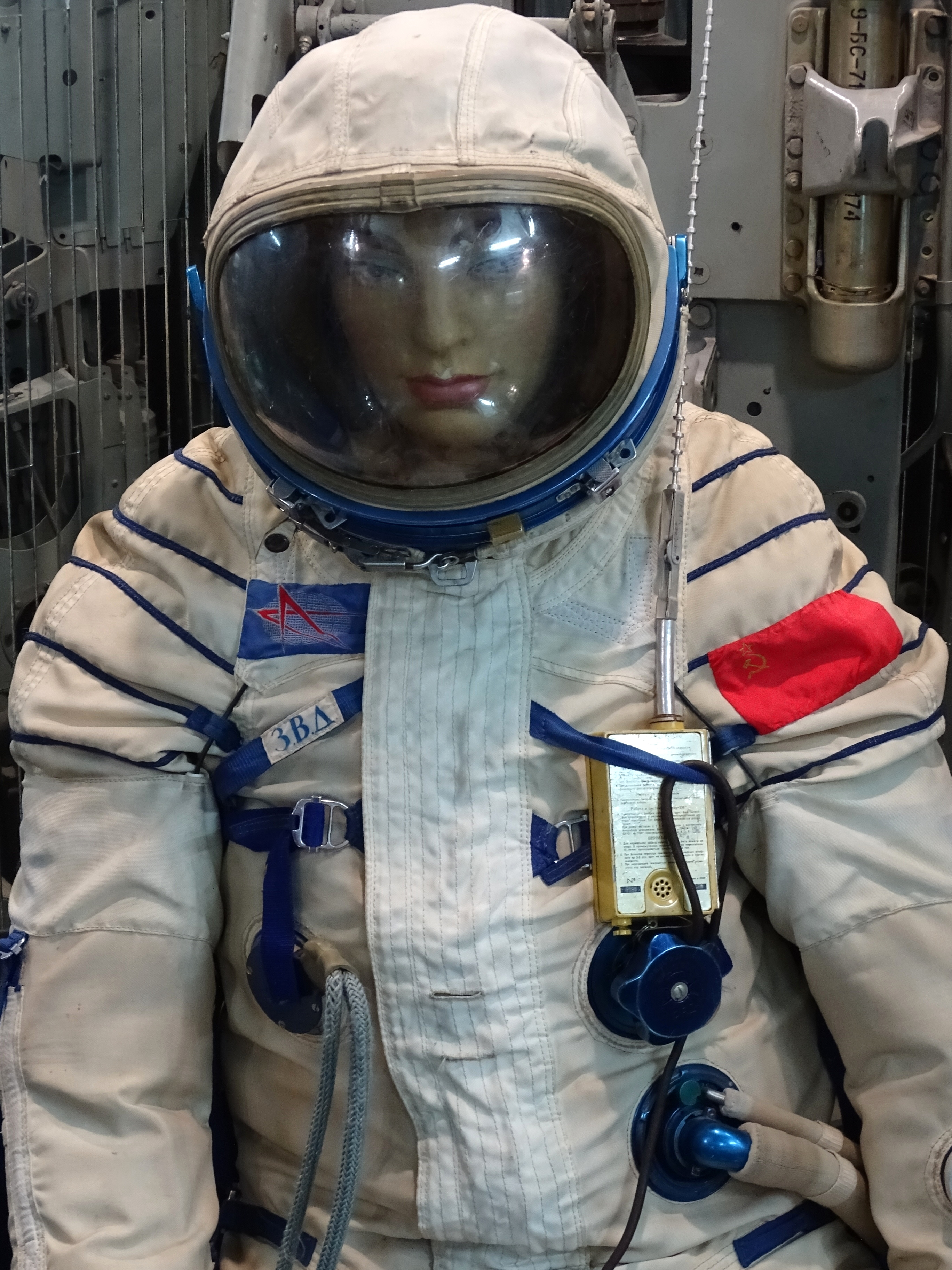
Подарований скафандр радянського космонавта
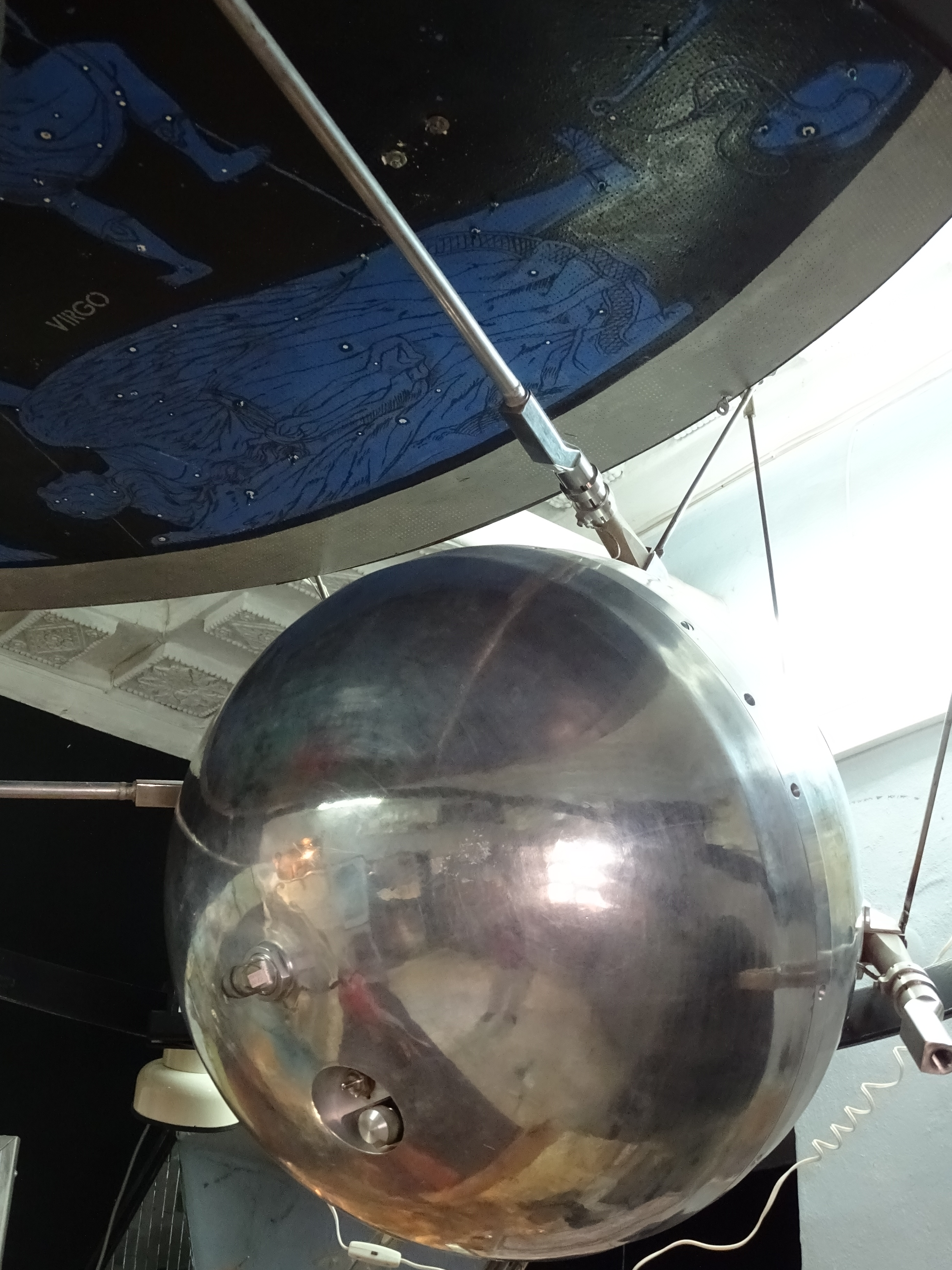
Макет супутника
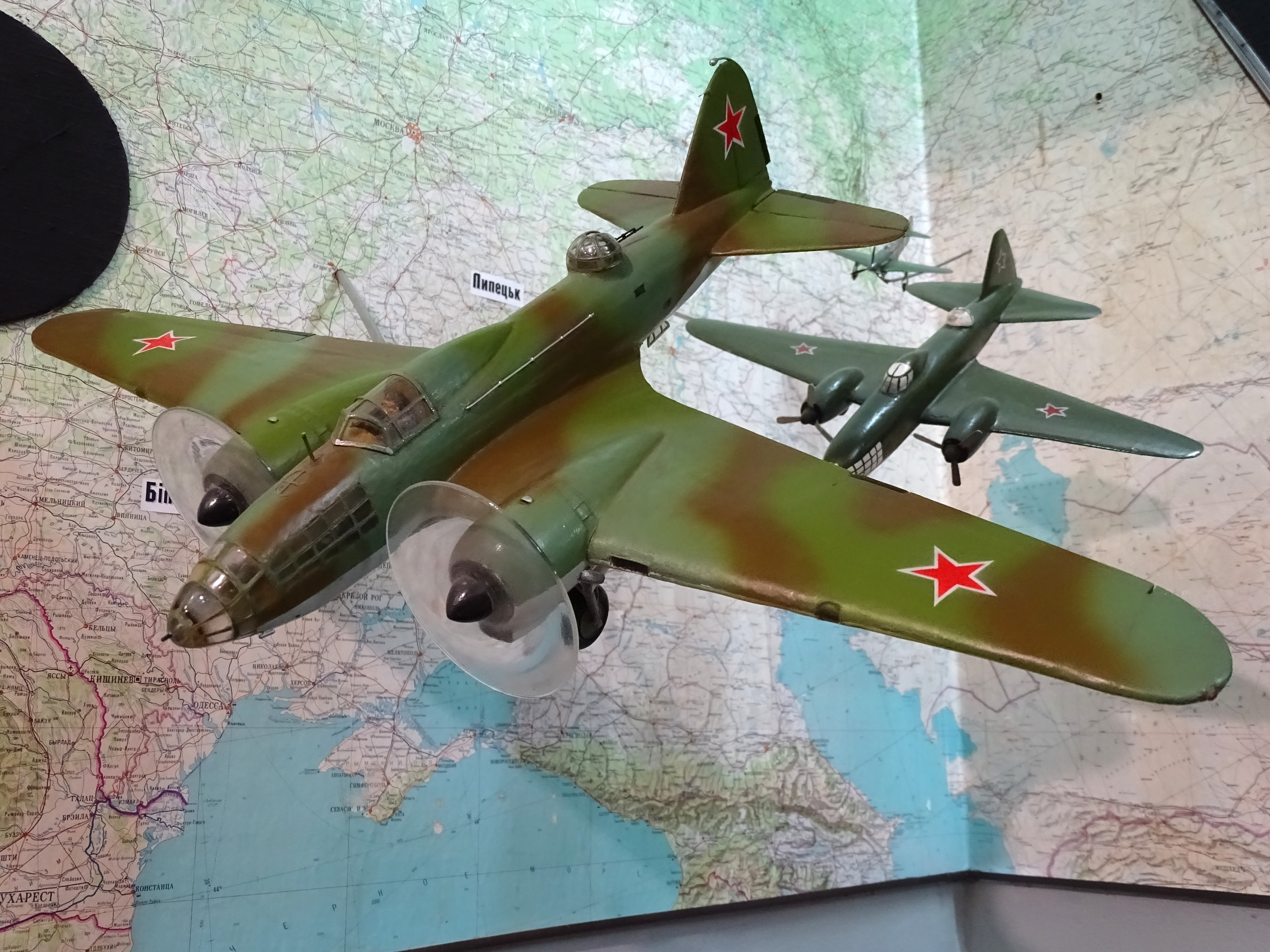
Модель радянського бомбардувальника